# 叻拋站
叻拋站（音素換寫：S̄t̄hānī lādphr̂āw，皇家轉寫：Sathani Lat Phrao，泰語發音：[sā.tʰǎː.nīː lâːt pʰráːw]）位於泰國首都曼谷乍都節縣的叻拋路與叻猜拉披色路交界，為曼谷地鐵的一個車站。站碼為 LAT。此站設有可容納2,200輛汽車的地下停車場來方便乘客；另外泰國國際航空公司設有市區航空站，可預辦登機手續，並有免費穿梭客車至廊曼國際機場。

## 車站構造

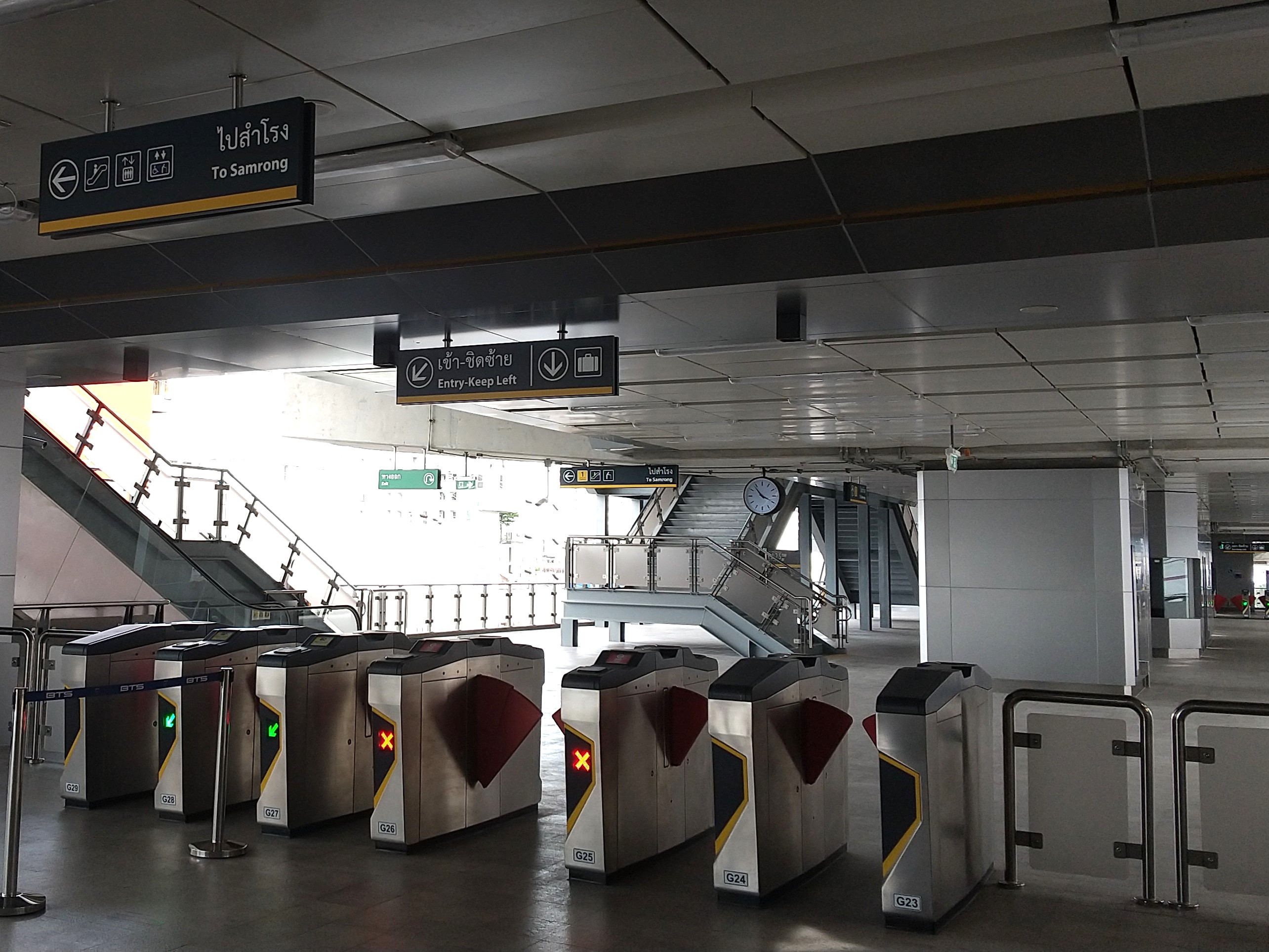
黃線檢票口

| G  | 地面               | 巴士站、停車場、北部都會法院、泰國城市機場客運大樓 |
| B1 | 地下行人道         | 1-4號出口、Gourmet市場（超市）                     |
| B2 | 大堂               | 售票機                                             |
| B3 | 1號月台            | MRT 往曼瓦（叻猜拉披色）                           |
| B3 | 島式月台，右側開門 |                                                    |
| B3 | 2號月台            | MRT 往島本（拍鳳裕庭）                             |

## 鄰近地點
- 4出口：2,200位地下停車場
- 超級市場：家樂福
- 叻拋電話局 (Lat Phrao Telephone Exchange)
- 京北法院 (North Bangkok District Court)
- Witthaya San School
- Sweet Inn：22/99 Lat Phrao Khet Chatuchak Bangkok 10900

## 外部連結
- 曼谷地鐵公司的官方網站
- 曼谷集體運輸系統(架空電車)的官方網站